# Petru Groza
Petru Groza (Bácsi, 1884. december 7. – Bukarest, 1958. január 7.) román politikus, az Ekésfront vezetője, Románia miniszterelnöke 1945. március 6. – 1952. június 2. között, az Államtanács elnöke 1952. június 12. – 1958. január 7. között. Kommunista politikusokat védett a királyi Románia bíróságain. Ő volt az, aki a demokrácia látszatának fenntartásával a második világháború után lehetővé tette az átmenetet a megszálló szovjetek által támogatott kommunista rendszer felé. Bisztrai Mária kolozsvári színésznő természetes apja (az anya Kabdebó Duci magyar színésznő volt).

## Élete

### Pályafutásának korai szakasza
Erdélyben született, egy Déva melletti faluban, apja a román ortodox egyház papja volt. Fiatalkorában rengeteg olyan kapcsolatra tett szert, amelyeket későbbi pályafutása során jól tudott hasznosítani. Miután elvégezte a szászvárosi református gimnáziumot, a budapesti Eötvös Loránd Tudományegyetem jogi karán, majd Lipcsében illetve Berlinben folytatta tanulmányait.
Az első világháború előtt befejezte tanulmányait és visszatért Dévára, hogy ügyvédként dolgozzon. 1918-ban jelent meg a politika színterén a Román Nemzeti Párt (PNR) tagjaként, és tagja lett az erdélyi Kormányzótanácsnak, amely az erdélyi románság kormányaként működött.
Életének ebben a szakaszában különböző politikai és egyházi szervezetekben dolgozott. 1919 és 1927 között például képviselő volt a román ortodox egyház kongresszusában. Az 1920-as évek elején összetűzve Iuliu Maniuval, elhagyta a PNR-t, és belépett a Román Néppártba, majd az erdélyi ügyekért felelős miniszter és közmunkaügyi miniszter lett Alexandru Averescu kormányában. Magánvagyonát ebben az időszakban szerezte ügyvédi tevékenységéből (a Hunyad megyei magyar földbirtokosokat képviselte az 1921-es kisajátítást követően), és megerősítette pozícióját az ortodox egyházban, ami később nélkülözhetetlenné tette őt a Román Kommunista Párt (PCR) számára, amikor 1945-ben az egyház megnyeréséért kampányolt.

## Hatalomra jutása
Noha 1928-ban rövid időre visszavonult a közélettől, 1933-ban ismét megjelent a politika színpadán megalapítva az Ekésfront nevű politikai szervezetet, amely eredetileg a román parasztságot sújtó növekvő adósságterhek ellen alakult (mivel a gazdasági válság alatt a Nemzeti Parasztpárt képtelen volt segítséget nyújtani a leszakadó paraszti rétegeknek), 1944-ben azonban már gyakorlatilag a kommunisták irányítása alá került. A Román Kommunista Pártnak a hivatalos taglétszáma 1944-ben alig haladta meg az ezer főt, ezért a kommunista vezetők arra kényszerültek, hogy minél szélesebb körben kössenek koalíciót.
A koalíciót négy fő szervezet alkotta: A Román-Szovjet Barátság Társasága, a Román Hazafiak Szövetsége, a Hazafias Védelem (az RKP paramilitáris szárnya), és ami leginkább támogatott volt a lakosság körében, Groza Ekésfrontja. Ebben a pozícióban Groza képes volt jelentős befolyásra szert tenni a román politikai szférában, amikor az Ekésfront 1944 októberében csatlakozott a Román Kommunista Párthoz, megalakítva a Nemzeti Demokratikus Frontot, (amelyben benne volt a Mihai Ralea vezette Szocialista Parasztpárt és a Magyar Népi Szövetség, illetve rövid ideig a Román Szociáldemokrata Párt, és több kisebb csoport). Lehetséges miniszterelnökként először 1944 októberében került szóba, a kommunista Lucrețiu Pătrășcanu javaslatára.
Groza kiemelkedő helyzete a Nemzeti Demokratikus Frontban lehetővé tette számára a miniszterelnökség megszerzését 1945 elején, amikor Nicolae Rădescu tábornok kormánya kemény ellenzőkre talált a két jelentős román kommunista, Ana Pauker és Gheorghe Gheorghiu-Dej személyében, akik szerint Rădescu képtelen volt megfelelően kezelni a „fasiszta szimpatizánsokat”. A szovjet hatóságok segítségével a kommunisták mozgósították a munkásokat, akik több tüntetést tartottak Rădescu ellen. A tüntetők több ízben is összetűzésbe kerültek a hatóságokkal. Míg a kommunisták azt állították, hogy az ártatlan civilek haláláért a Román Hadsereg a felelős, Rădescu „Isten és haza nélküli idegenek”-nek nevezte a kommunistákat. Ezt követően Andrej Visinszkij külügyminiszter vezetésével egy szovjet küldöttség érkezett Bukarestbe, amely lemondatta Rădescut, és 1945. március 6-án Grozát nevezte ki miniszterelnöknek.

## A Groza-kormányok
Groza miniszterelnökségének igazolására 1946. november 19-én választásokat tartottak. Noha az Ekésfront olyan koalícióhoz tartozott, amelynek nem sikerült megszereznie a többséget a Nagy Nemzetgyűlésben, a választások „megerősítették” Grozát a miniszterelnöki tisztségben az Amerikai Egyesült Államok és az Egyesült Királyság tiltakozása ellenére, akik úgy vélték, hogy az 1945-ös jaltai konferencián elfogadott egyezmény szerint a szövetségesek csak olyan ideiglenes kormányokat támogatnak, „amelyek a népesség széles rétegeit képviselik”. Ennek eredményeképpen Groza kormánya folyamatos támadásoknak volt kitéve az USA és az Egyesült Királyság részéről, amelyek névlegesen a monarchista erőket és I. Mihály román királyt támogatták.
A két nagyhatalom ellenvetései ellenére, a Groza-kormányban a kommunisták tulajdonképpen sokkal kevésbé voltak jelen, mint a többi hagyományos romániai politikai párt. A Román Kommunista Párt vezető egyéniségei, Ana Pauker és Gheorghe Gheorghiu-Dej, úgy gondolták, hogy a Groza-kormány lesz az, amely fenntartja a koalíciós kormány látszatát, és eszközül szolgál ahhoz, hogy a kommunista párt elnyerje a tömegek bizalmát, ugyanis a kommunista doktrína közvetlen támogatottsága viszonylag alacsony volt a háború utáni időszakban. Ezért a kommunista vezérek, beleértve Paukert és Gheorghiu-Dej-t, nem vállaltak hivatalos tisztséget a Groza-kormányban, ehelyett abban reménykedtek, hogy a koalíciós kormány végrehajtja az általuk óhajtott reformokat. Összemosva a rendszer sikerét a pártjukéval, Pauker és Gheorghiu-Dej azt remélték, hogy támogatást szereznek a kommunista pártnak, és megtették az előkészületeket a hatalom megszerzésére. Groza fenntartotta a koalíciós kormányzat illúzióját azzal, hogy különböző politikai szervezetekből válogatta össze a kormány tagjait, és a kormány céljait ideológiamentes kifejezésekkel hangsúlyozta. Például az 1945. március 7-ei kormányülésen kihirdette, hogy a kormány a lakosság érdekében a rend és biztonság szavatolására törekszik, földreformot akar végrehajtani, „megtisztítja” az állami bürokráciát, sürgősen megbüntetve a háborús bűnösöket és az Antonescu fasiszta kormánya alatt elkövetett háborús bűnökért felelősöket.

## Miniszterelnökként
Már miniszterelnöksége első napjaiban learatta első nagy sikerét. 1945. március 10-én a Szovjetunió beleegyezett abba, hogy átadja Észak-Erdélyt, több mint 43 000 km²-t, amely a második bécsi döntés következtében 1940 óta ismét Magyarországhoz tartozott. Groza megígérte, hogy az újonnan szerzett területeken tiszteletben tartják a nemzeti kisebbségek jogait, míg Sztálin kijelentette, hogy a Rădescu által vezetett előző kormány annyira szabadjára engedte a régióban a szabotázst és a terrorizmust, hogy képtelenség lenne a területet Romániának engedni. Ennek eredménye az lett, hogy a szovjet kormány csak azután döntött a román kormány kérésének elfogadásáról, hogy Groza kezeskedett a nemzeti kisebbségek jogaiért. Erdély megszerzése az újonnan alakuló Groza-rezsim nagy dicsőségének számított.
Groza nyilatkozataiban a román–magyar történelmi megbékélés elkötelezettjeként tüntette fel magát. A Magyar Népi Szövetség kolozsvári kongresszusán azt ígérte a magyar kisebbségnek, hogy egyenrangú állampolgárai lesznek Romániának, ugyanakkor a határok „légiesítésével” szabadon fenntarthatják magyarországi kapcsolataikat; ennek a beszédnek a napján viszont Teohari Georgescu belügyminiszter elrendelte a határok fokozottabb őrizetét.
Reformjaival tovább erősítette a kormányáról alkotott jó képet, miközben erősítette kapcsolatait a kommunista párttal. A kormányzati bürokrácia egyszerűsítésére törekedett, és az erdélyi részen három városban elmozdította a prefektust, köztük a régió nem hivatalos fővárosában, Kolozsváron. Az elmozdított prefektusok helyére ő nevezett ki újakat, hogy erősítse a kormányhű elemeket a helyi közigazgatásban. Ezenkívül több földreformprogramot hirdetett, amivel a katonáknak kedvezett, akik kisajátíthatták, és újraoszthatták az ötven hektár feletti birtokrészeket, valamint az „árulók” és távollevők földjét, illetve azokét, akik együttműködtek a háború alatti román kormánnyal, a Horthy- és Szálasi-rendszerrel vagy a nemzetiszocialista Németországgal.
Noha igyekezett liberálisként feltüntetni magát, Groza több olyan reformot hajtott cégre, amelynek célja az volt, hogy korlátozza a nemzeti tömegtájékoztatást. Miniszterelnökségének első hónapjában betiltotta a România Nouă című népszerű napilapot, amely közel állt a Nemzeti Parasztpárt vezetőjéhez, Iuliu Maniuhoz, mivel nem értett egyet Groza reformjaival. A kinevezése utáni egy hónap alatt Groza több mint kilenc vidéki újságot és több más sajtóterméket szüntetett meg, amelyeket szerinte olyanok állítottak elő, akik „kiszolgálták a fasizmust és hitlerizmust”. 1946 februárjában Petru Groza azt nyilatkozta egy amerikai tudósítónak, hogy „nem vagyunk még abban a helyzetben, hogy teljes szabadságot biztosítsunk a sajtónak”, majd 1946 márciusában megszületett az a törvény, amely a tájékoztatási minisztériumról rendelkezett, melynek feladata volt „irányítani, szervezni és ellenőrizni a sajtó, a rádió, a film stb. minden információs tevékenységét”.
A következő lépés az volt, hogy korlátozta a megengedett pártok számát. Noha Groza csak arra tett ígéretet, hogy a kormányhivatalokban és a diplomáciai testületekben végez tisztogatást, 1947 júniusában politikai szervezeteket kezdett üldözni, így például a Tămădău-ügy után letartóztatta a Nemzeti Parasztpárt több kulcsfiguráját, és életfogytiglani börtönre ítélte Maniut „a román nép ellen elkövetett politikai bűneiért”. Az év augusztusában feloszlatták a Nemzeti Parasztpártot és a Nemzeti Liberális Pártot, majd 1948-ban a Román Munkáspárt belépett a kormánykoalícióba, így a politikai ellenzék gyakorlatilag minimálisra apadt.
Miniszterelnökként Groza összeütközésbe került a Mihály király vezette monarchistákkal. Noha a királynak csak névleges volt a hatalma, a hagyományos román monarchiát jelképezte, és 1945-ben lemondásra szólította fel Grozát. A király fenntartotta, hogy Romániának a jaltai egyezmények értelmében meg kell engednie az Amerikai Egyesült Államoknak, az Egyesült Királyságnak és a Szovjetuniónak, hogy részt vegyenek a háború utáni kormány felállításában, és hogy a Groza-félénél szélesebb koalícióra van szükség. Groza röviden elutasította a kérést, és kettejük kapcsolata a következő években is feszült maradt, így például szemben álltak a háborús bűnösök elítélésének és Sztálin díszpolgárrá avatásának kérdésében is. Végül 1947 decemberében Gheorghiu-Dej és Groza nyomást gyakoroltak a királyra, hogy mondjon le a trónról, megszüntetve ezzel a román monarchiát, és kikiáltva a népköztársaságot.

## Emlékezete

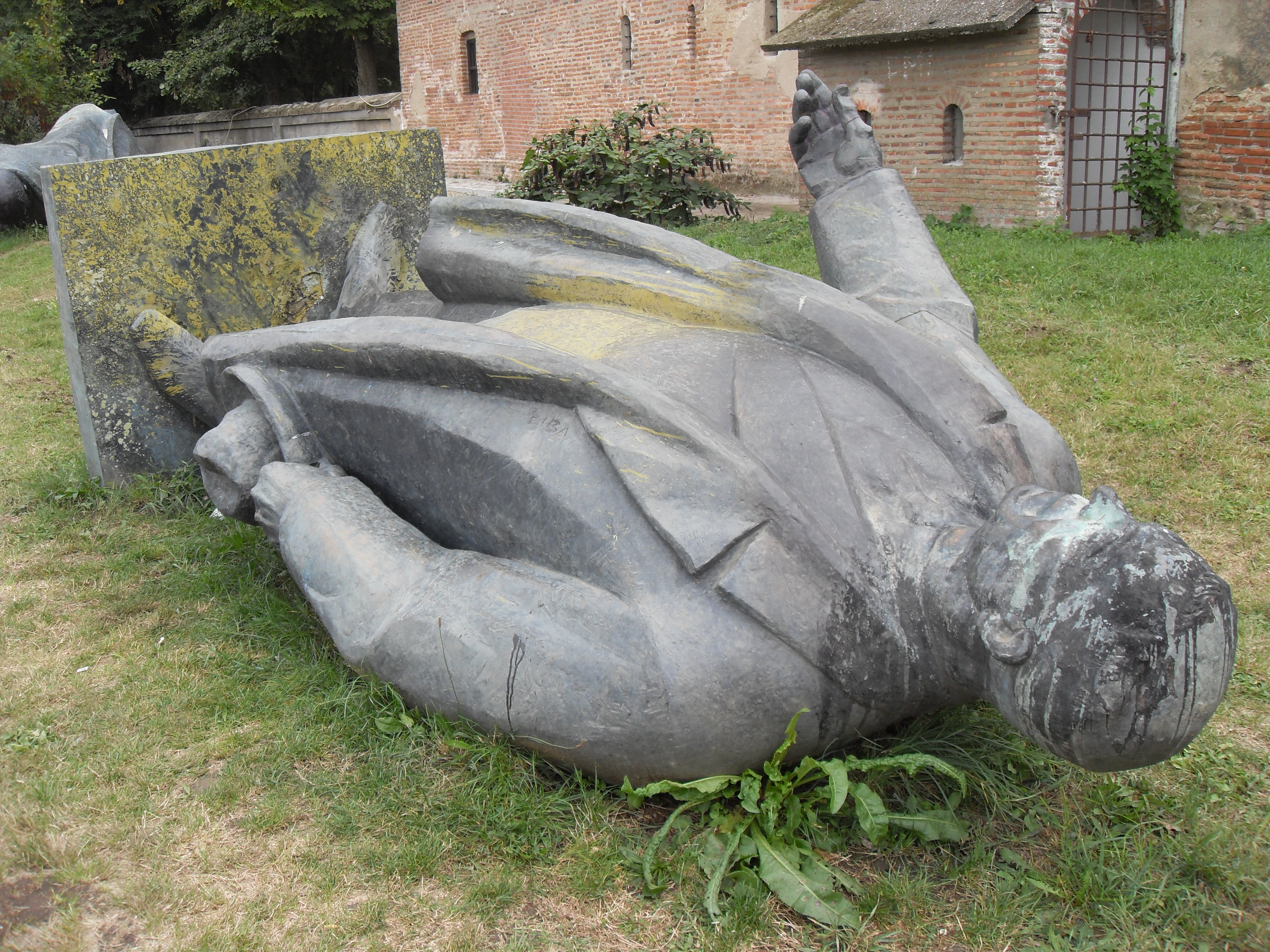
Eltávolított szobra a Mogoșoaia-palota udvarán

Grozát 1952-ben Gheorghiu-Dej követte a kormány élén, Groza pedig az államelnöki posztot töltötte be 1958-ig, amikor is egy gyomorműtét következtében meghalt. Noha soha nem volt a kommunista párt tagja, Groza hozzájárult a kommunista rendszer hatalomra jutásához Romániában. Azzal, hogy mérsékelt távolságot tartott a szovjetektől és a kommunista vezetőktől, Groza lehetővé tette a szélesebb bázis kialakítását, és a sajtó és politikai szervezetek korlátozásával minimálisra csökkentette az ellenzéket. A király lemondatásával és a népköztársaság kikiáltásával Groza lehetővé tette az átmenetet a későbbi Gheorghiu-Dej vezette kommunista rendszer felé.
Vaskohsziklás (Ștei) bányaváros az ő tiszteletére kapta a Dr. Petru Groza nevet, amelyet az 1989-es romániai forradalomig tartott meg.
1990-ben lebontották a bukaresti és dévai szobrát, majd ez utóbbit 2007-ben szülőfalujában újra felállították.

## Emlékezete Magyarországon
A Kádár-rendszer politikai vezetése Groza személyét a magyar nép barátjaként kezelte. Budapest I. kerületében, a Vízivárosban az egykori Várkert rakpartot (mely 1953 óta a Beloiannisz rakpart nevet viselte), 1958-ban Groza Péter rakpart névre keresztelték, e nevet 1997-ig viselte, amikor ismét visszaváltoztatták Várkert rakpartra.
1984-ben, Groza születésének 100. évfordulója alkalmából a Kossuth Kiadó megjelentette a Groza Péter emlékére című gyűjteményes dokumentumkötetet, Sipos Attila szerkesztésében.

„A Duna-völgye egész Kelet-Európára betájolt hősének tisztelem és szeretem dr. Petru Groza román államférfiút is, akit mi, erdélyi magyarok, Groza Péternek neveztünk mély lelki kapcsolatok okán.”

– Balogh Edgár, Budapest, 1984. július

## Magyarul megjelent művei
- Orosz-román fegyverszüneti egyezmény / Groza Péter és Sztalin marsall táviratváltása / Orosz-magyar fegyverszüneti egyezmény; Józsa Béla, Kolozsvár, 1945
- Péter Groza: A börtön homályában. Malmaison 1943–1944 telén; ford. Mária-Magdolna; Corvinus, Bukarest, 1945
- Petru Groza: A börtön homályában. Malmaison, 1943–1944 telén; előszó E. Fehér Pál, ford. Mária-Magdolna; Gondolat, Budapest, 1986 (Közös dolgaink)

## Fordítás
- Ez a szócikk részben vagy egészben a Petru Groza című angol Wikipédia-szócikk ezen változatának fordításán alapul.  Az eredeti cikk szerkesztőit annak laptörténete sorolja fel. Ez a jelzés csupán a megfogalmazás eredetét és a szerzői jogokat jelzi, nem szolgál a cikkben szereplő információk forrásmegjelöléseként.